# Gláucio de Jesus Carvalho
Gláucio de Jesus Carvalho (São Paulo, 11 november 1975) is een Braziliaans voormalig voetballer.
Gláucio is in Nederland vooral bekend van zijn korte periode bij Feyenoord. In zijn eerste wedstrijd kon hij een paar minuten nadat hij ingevallen was alweer van het veld met een rode kaart wegens een zeer opzichtige wraakactie. Hij won met Feyenoord de KNVB beker.
Gláucio werd binnengehaald als groot talent, maar kon dit niet waarmaken. Na een korte clubloze periode vervolgde hij zijn carrière met meer succes in Spanje, Japan en zijn thuisland Brazilië.

## Clubs
- 1994 Portuguesa
- 1994/98 Feyenoord
- 1995/96 Flamengo (huur)
- 1996/97 SBV Excelsior (huur)
- 1998/00 America RJ
- 1999 Guarani FC (huur)
- 2000/02 Rayo Vallecano
- 2002/03 Corinthians Alagoano
- 2003 Al Qadissiyyah
- 2004 SC Internacional
- 2004/07 Paulista
- 2006 Avispa Fukuoka (huur)
- 2006/07 Paulista
- 2007 AD São Caetano
- 2008 Al-Salmiya
- 2008 Paraná Clube
- 2009 EC Vitória
- 2010 Oeste FC